# Синагога в Кырджали
Синаго́га в Кы́рджали — утраченное здание синагоги, действовавшей в первой половине XX века в городе Кырджали (Болгария). Продолжает играть заметную роль в культурной жизни города в качестве символа характерной для города дружбы народов и как «памятник мультикультурной памяти города». На месте, где стояла синагога, установлены памятный знак и информационное табло.
Синагога была высотой в 6 м, занимала площадь 103 кв. м. На момент её открытия в городе было 144 еврея. Евреи были объединены в общество, кроме того у них было молодёжное общество «Макаби» и женская еврейская организация «ВИЦО» (основана в 1931 году), они проводили культурные мероприятия, балы, маскарады, был организован детский драматический кружок.
Администрация города развивает тему толерантности, дружбы народов как одной из узнаваемых черт Кырджали. В рамках инициативы администрации общины Кырджали «Места мультикультурной памяти Кырджали» в мае 2017 года в галерее «Круг» прошла выставка болгарского Еврейского исторического музея. Музей работает при Софийской синагоге и является развитием экспозиции «Спасение болгарских евреев 1941-45» (болг. Спасяването на българските евреи 1941—1944 г.), действовавшей до 1990 года. На открытии выставки заместитель кмета (мэра) Кырджали по образованию и культуре Веселина Тихомирова напомнила, что в 1924 г. была построена синагога и в Кырджали, но в 1956 году, уже после отъезда большинства кырджалийских евреев в Израиль (1949 год), здание сгорело и не было восстановлено. (По другим данным здание сгорело в 1942-м, а в 1956 было снесено, потому что стало саморазрушаться).
В 2009 году на месте старой синагоги на улице Отец Паисий напротив здания районной почтовой станции установлен мраморный памятный знак и информационное табло со схематическим изображением фасада здания, подписью на болгарском и английском языках «Кырджалийская синагога (1924—1956)». Мраморный знак установлен на обнаруженном фрагменте (колонне ограды) оригинального здания. На церемонии присутствовали кмет (глава) общины Кырджали Хасан Азис и председатель болгарской еврейской организации «Шалом» Максим Бенвенисти.
Установке знака и информационного табло предшествовала исследовательская работа — точное место синагоги и её внешний вид были утеряны. Фотографии синагоги предоставил сын кырджалийского раввина Яков Бенбасат, проживающий в Израиле.
В рамках инициативы «Места мультикультурной памяти Кырджали» проходят изыскания других «забытых мест» города — кофеен, цехов, храмов — а также выставки, фольклорные выступления, посвящённые армянской, болгарской, еврейской, турецкой и цыганской общинам города.

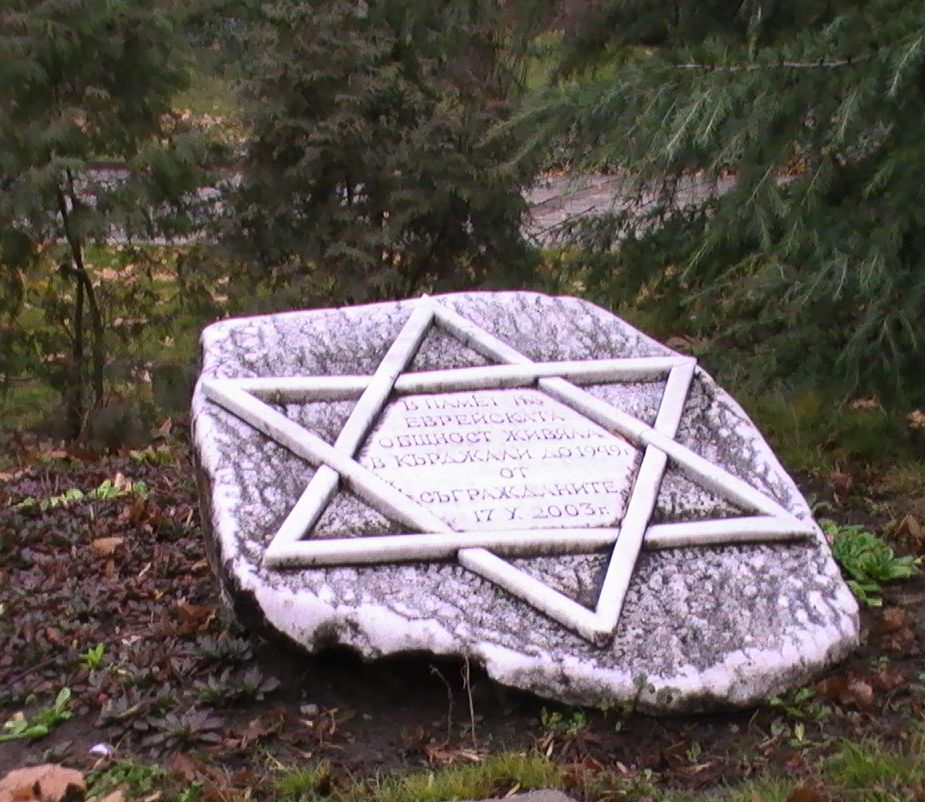
Памятная плита: «В память о еврейском сообществе, жившем в Кырджали до 1949 года. От сограждан. 2003»

Другим известным объектом памяти о еврейском сообществе города является мраморная плита в 100 м от места бывшей синагоги в Центральном городском парке (см. иллюстрацию). Плита установлена в 2003 году.
Евреи Кырджали, как и большинство евреев Болгарии, смогли пережить Холокост, несмотря на то, что Болгария была союзником гитлеровской Германии во Второй мировой войне. В 1943 году был утверждён запрет на депортации евреев. В Болгарии однако были приняты дискриминационные законы в отношении евреев, отменённые лишь в 1944 году, а еврейское население Македонии и приморской Фракии (территорий, приобретённых Болгарией в ходе войны) было вывезено в Освенцим и Треблинку по соглашению с Германией.
Хотя значительная часть кырджалийских евреев после войны уехали в Израиль, были и оставшиеся. Среди известных выходцев из этой группы — болгарский поэт и переводчик Давид Овадия (1923—1995).